# Дрімлюга каролінський
Дрімлюга каролінський (Antrostomus carolinensis) — вид дрімлюгоподібних птахів родини дрімлюгових (Caprimulgidae). Гніздиться в США, зимує в Центральній і Південній Америці та на Карибах.

## Опис
Довжина птаха становить 27-33 см, розмах крил 58-66 см, вага 66-188 г. Верхня частина тіла коричнева, сильно поцятковані чорними смугами. На плечах і покривних перах крил поцятковані чорними і охристими плямками, на крилах руді і чорні смуги. На хвості чорні плями. Обличчя і нижня частина тіла охристі, обличчя і горло поцятковані чорними плямами, груди і живіт поцятковані чорними смужками. На грудях охристі плямки, на горлі охриста смуга. У самців на крайніх стернових перах є білі смуги.

## Поширення і екологія
Каролінські дрімлюги гніздяться на сході і південному сході Сполучених Штатів Америки, локально на крайньому півдні Канади в провінції Онтаріо та на півночі Багамських островів. Взимку вони мігрують на південь, до східної і південної Мексики, Центральної Америки, Колумбії, західної Венесуели та на Кариби. Популяції, що мешкають на півдні Флориди та на узбережжі Луїзіани і Техасу є осілими. Каролінські дрімлюги живуть в помірних, субтропічних і сухих тропічних лісах і рідколіссях, на узліссях і галявинах, в чагарникових заростях, на луках. Зустрічаються на висоті до 2600 м над рівнем моря. 

## Поведінка
Каролінські дрімлюги ведуть нічний спосіб життя. Живляться комахами, яких ловлять в польоті. Сезон розмноження триває переважно з середни квітня по червень, хоча на півдні ареалу гніздування може початися на початку березня, а на півночі лише в середині травня. Відкладають яйця просто на землю, серед опалого листя.

## Збереження
МСОП класифікує стан збереження цього виду як близький до загроливого. За оцінками дослідників, популяція каролінських дрімлюг становить 5,7 мільйонів птахів. Їм загрожує знищення природного середовища.